# 基希海姆博兰登
基希海姆博兰登（發音：[ˌkɪʁçhaɪmboˈlandn̩] ⓘ）是德国莱茵兰-普法尔茨州唐纳山县的城市，也是唐纳山县的县治，面积26.36平方千米，2023年12月31日人口为8,067人。